# Symphonies of the Night
Symphonies of the Night è il quinto album in studio del gruppo musicale symphonic metal tedesco-norvegese Leaves' Eyes, pubblicato nel 2013.

## Tracce
Tutte le tracce sono dei Leaves' Eyes tranne dove indicato.
1. Hell to the Heavens – 4:32
2. Fading Earth – 4:33
3. Maid of Lorraine – 5:13
4. Galswintha – 4:14
5. Symphony of the Night – 4:58
6. Saint Cecelia – 4:12
7. Hymn to the Lone Sands – 5:22
8. Angel and the Ghost – 3:36
9. Éléonore de Provence – 6:24
10. Nightshade – 3:41
11. Ophelia – 4:24
12. Eileen's Ardency (bonus track) – 3:04
13. One Caress (Depeche Mode cover) (bonus track) – 3:30 (Martin Gore)

## Formazione
- Liv Kristine Espenæs Krull - voce
- Alexander Krull - voce
- Thorsten Bauer - chitarre, basso
- Sander van der Meer - chitarre
- Felix Born - batteria, percussioni